# سيدهار

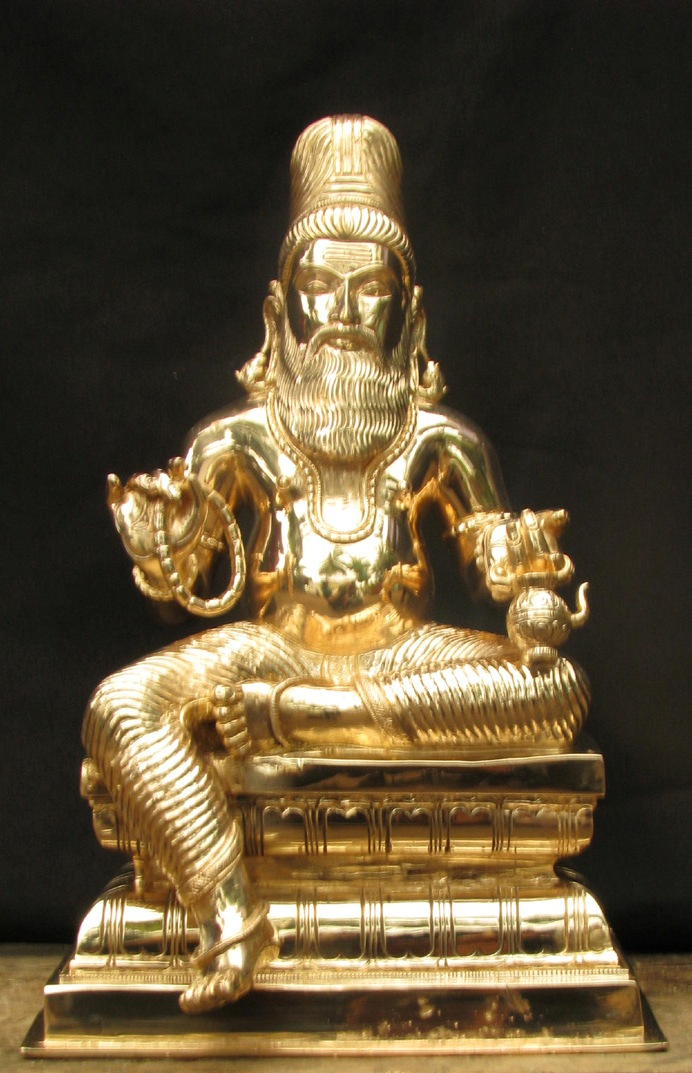
اغاثيار أول سيدهار

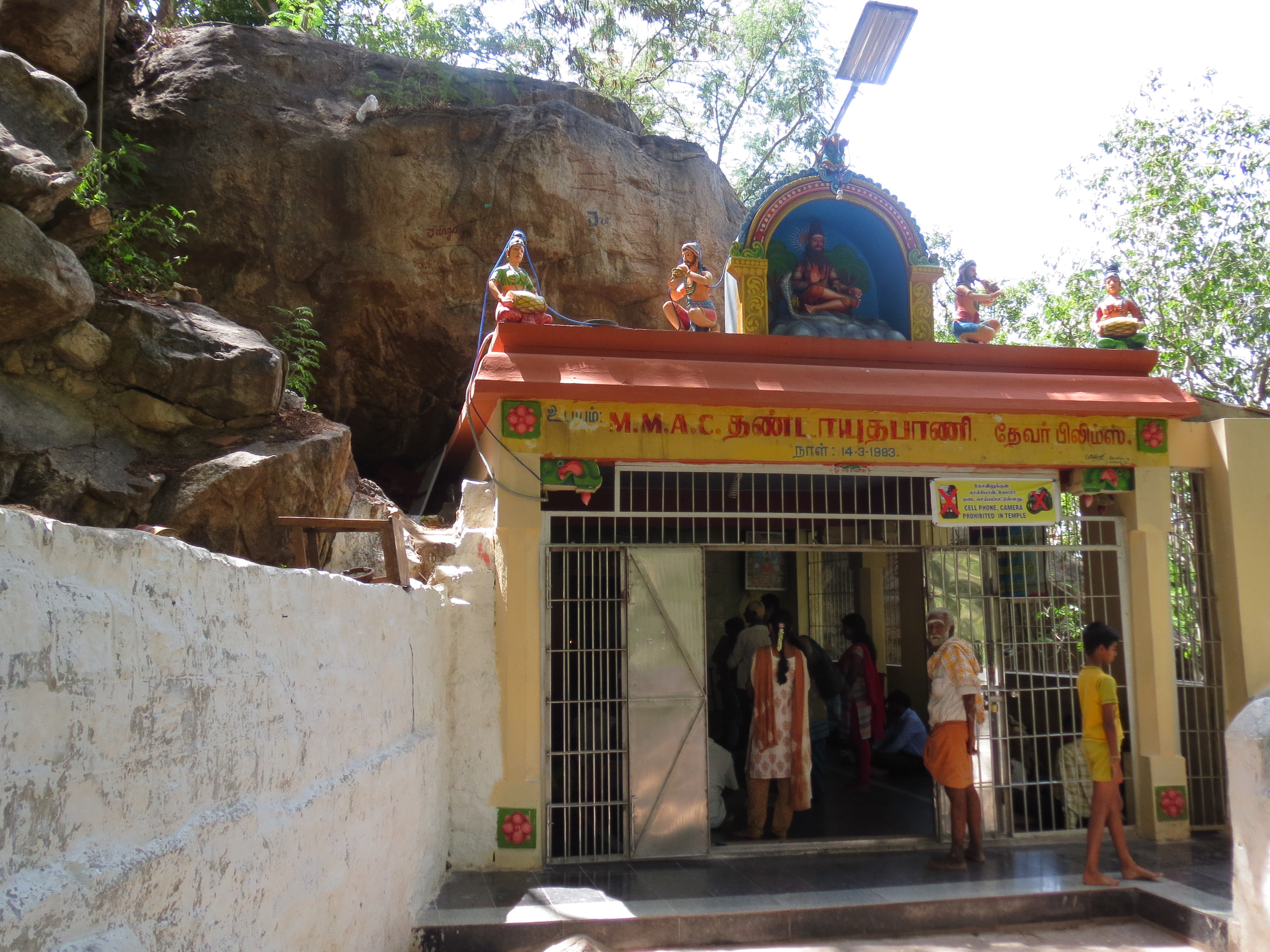
بامباتي سيدهار سانيدهي في معبد مارودامالاي

السيدهار (التاميلية: சித்தர் سيد المعرفة، من السنسكريتية: सिद्धरस سيدها)  في التقليد التاميل هو فرد كامل، وقد بلغ قوى روحية تسمى سيدي .
تاريخيًا، يشير السيدهار أيضًا إلى الأشخاص الذين كانوا أتباعًا متجولين في سن مبكرة والذين سيطروا على تعاليم وفلسفة التاميل القديمة. كانوا على دراية بالعلوم والتكنولوجيا وعلم الفلك والأدب والفنون الجميلة والموسيقى والدراما والرقص، وقدموا حلولًا لعامة الناس في مرضهم ونصائحهم بشأن مستقبلهم. تعتبر بعض أيديولوجياتهم قد نشأت خلال فترة سانجام الأولى.يعرف شعب التاميل سيدهار بـ "عباد الله".   قد يكون أحد أهدافهم هو تجربة سيفام (الإله الأعلى ، اسم الله ، الإله الوحيد الحقيقي في التاميل) في إطار الإنسان الخاص بكل منهم. كما يطلق عليهم شعب التاميل "طلاب الله".

## يمارس
كان سيدهار عادةً أول علماء وقديسين وأطباء وكيميائيين وصوفيين في آنٍ واحد. كتبوا النتائج التي توصلوا إليها في شكل قصائد التاميل على مخطوطات جريد النخيل. هذه لا تزال مملوكة لبعض العائلات في ولاية تاميل نادو ويتم توزيعها عبر الأجيال، بالإضافة إلى الاحتفاظ بها في جامعات في الهند وألمانيا وبريطانيا العظمى والولايات المتحدة.
بهذه الطريقة، طور سيدهار نظام طب سيدها الأصلي. منذ ذلك الحين، يمارس كبار السن من ذوي الخبرة في قرى تاميل نادو نوع ريفي من العلاج يشبه طب سيدها. يشار إلى هذا باسم Paatti Vaitthiyam «(طب الجدة)» Naattu marunthu (الطب الشعبي) و Mooligai marutthuvam (طب الأعشاب).
يُعتقد أيضًا أن السيدهار هم مؤسسو فارما كالاي - وهو فن قتالي للدفاع عن النفس والعلاج الطبي في نفس الوقت. فارمام هي نقاط محددة موجودة في جسم الإنسان والتي عند الضغط عليها بطرق مختلفة يمكن أن تعطي نتائج مختلفة، مثل تعطيل المهاجم في الدفاع عن النفس، أو موازنة الحالة الجسدية كعلاج طبي سهل الإسعافات الأولية.
كان التاميل سيدهارس أول من طور قراءة النبض («نادي بارثثال» باللغة التاميلية) لتحديد أصل الأمراض.
كما كتب السيده العديد من القصائد الدينية. يُعتقد أن معظمهم عاشوا على مر العصور، في جبل صوفي يسمى ساثوراجيري، بالقرب من قرية ثانيباراي في تاميل نادو.

## سيدهار
تنص موسوعة أبيثانا الشينتاماني على أن سيدهار هم من بين 18 شخصًا مدرجين أدناه، لكن القديس أغاتيار ينص على أن هناك العديد ممن يسبقونهم ويتبعونهم.

### 18 سيدهار

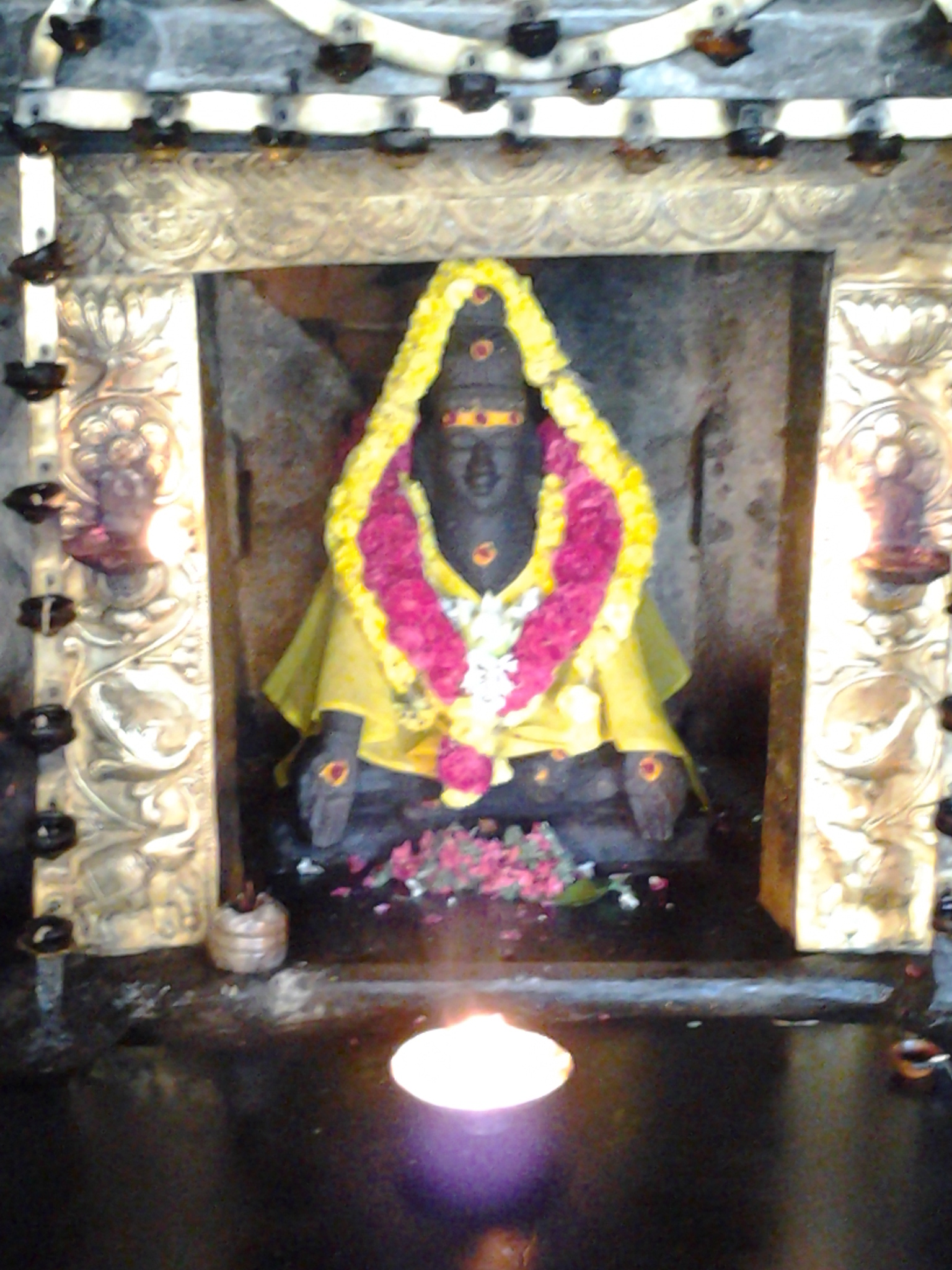
كاروفورار.

يوجد 18 سيدهارًا في تقليد التاميل سيدها. هم  
1. نانديسوارار
2. تيرومولار
3. أجاستيا
4. كمالاموني
5. باتانجالي
6. كوراكار
7. سونداراناندر
8. كونجانار
9. ساتاموني
10. فانميغار
11. (يعقوب) راماديفار
12. دهانفانتري
13. إدايكادار
14. مشاموني
15. كاروفورار
16. بوغار
17. بامباتي سيدهار
18. كوثامباي

بصرف النظر عن 18 سيدار المذكورة أعلاه، هناك قائمة أخرى من 18 سيدار يمثلون 9 نافاجراها (اثنان من السادات يمثلان كل نافاجراها) يتم تنفيذ جميع نافاجراها دوشاس / باريهارام على سيدار مثل سيدار فيلفي (سيدار هافان). فيما يلي تفاصيل الـ 18 سيدار الذين يمثلون الـ 9 نافاجرااس:
1. سري سيفا فاكيا سيدار - مون
2. سري كايلايا كامبيلي ساتاي موني سيدار - مون
3. سري بوجار سيدار - المريخ
4. سري كاجابوجانجا سيدار - كوكب المشتري
5. سري بوليبانيسيدار - المريخ
6. سري ساتاي موني سيدار- كيثو
7. سري أغابايسدار - كوكب المشتري
8. سري أزوغاني سيدار - راغو
9. سري كودامباي سيدار - كيتو
10. سري فالالارسيدار - ميركوري
11. سري إدايكدار سيدار - عطارد
12. سري باتيناثار سيدار- صن
13. سري كادوفيلي سيدار- صن
14. سري كانجامالاي سيدار - فينوس
15. سري سنيمالاي سيدار- فينوس
16. سري كابيلار سيدار - زحل
17. سري كاروفورار سيدار زحل
18. شري بامباتي سيدار-راغو

يوجد مزار عالمي لجميع السداسيين الثمانية عشر في مادامباكام في تشيناي يسمى سري شقرا ماهاميرو سري سيشادري سواميغال 18 سيدارًا فريندافانا ساكثي بيدام تم بناؤه بموجب تعليمات من ساثجورو سري سيشادري سواميغال بواسطة جوروجي. 
السيد الأعلى هو اللورد شيفا نفسه. 

## صلاحيات السيدهار
يُعتقد أن السيدهار يتمتعون بسلطات رئيسية وثانوية موصوفة بالتفصيل في العديد من النصوص الدينية واليوغية. ويقال أيضًا أن لديهم القدرة على تحويل كتلتهم إلى طاقة وبالتالي السفر إلى أكوان مختلفة.
1. الأنيما (الانكماش) - القدرة على أن تصبح بحجم الذرة ودخول أصغر الكائنات
2. ماهيما (اللامحدودة) - القدرة على أن تصبح جبارًا وتشارك في الاتساع مع الكون. قوة زيادة حجم المرء بلا حدود
3. لاغيمة (خفة) - القدرة على أن تكون خفيفة جدًا على الرغم من حجمها الكبير
4. جاريما (الوزن) - القدرة على الوزن كثيرًا، على الرغم من صغر حجمها على ما يبدو
5. برابتى (تحقيق الرغبات) - القدرة على دخول جميع العوالم من براهما لوغا إلى العالم السفلي. إنها قوة تحقيق كل ما هو مطلوب
6. براكاسيسم (إرادة لا تقاوم) - قوة التفكك والدخول إلى أجساد أخرى والذهاب إلى الجنة والاستمتاع بما يطمح إليه الجميع، ببساطة من المكان الذي يقيم فيه
7. اشتفام (السيادة) - تمتع بقوة الله الخلاقة والتحكم في الشمس والقمر والعناصر
8. فاشيتافام (السيطرة على العناصر) - قوة السيطرة على الملوك والآلهة. قوة تغيير مجرى الطبيعة وافتراض أي شكل

هؤلاء الثمانية هم سيدهيس العظيم (أشتاما سيدهيس)، أو الكمال العظيم.

## أنظر أيضا
- أبيثانا الشينتاماني
- أففيار
- أساطير أيافازي
- بوغار
- محسدة
- مجتمع ماروتوفار
- نيانارس
- سيدها
- تيرومانديرام